# Jesus Christ Superstar Live in Concert
Pour les articles homonymes, voir Jesus Christ Superstar (homonymie).
Jesus Christ Superstar Live in Concert est une émission de télévision musicale américaine qui a été diffusée en direct sur NBC le dimanche de Pâques 1er avril 2018. 
Réalisée par Craig Zadan, Neil Meron (en), Andrew Lloyd Webber, Tim Rice et Marc Platt, c'est une performance de concert mise en scène de l'opéra rock de 1970 Jesus Christ Superstar. Les critiques ont été positives, mais l'audience fut moindre que les précédentes. 

## Description
La comédie musicale est presque entièrement chantée, avec peu ou pas de dialogue parlé. L'intrigue est vaguement basée sur les récits des Évangiles canoniques de la dernière semaine de la vie de Jésus-Christ, commençant par la préparation de son arrivée et de ses disciples à Jérusalem et se terminant par la crucifixion.
L'histoire est racontée du point de vue de l'infâme traître Judas Iscariote.

## Résumé
Alors que de plus en plus d'adeptes affluent vers Jésus, Judas Iscariote s'inquiète de voir que Jésus devient arrogant et perd de vue ses principes, notamment sur la façon de prendre soin des pauvres, et que sa suite soit devenue trop importante et trop franche, ce qui pourrait bientôt provoquer la colère de l'Empire romain ("Le ciel dans leurs esprits"). Judas s'oppose également à ce que Jésus passe son temps avec Marie de Magdala ("Quelle est la chose étrange / mystifiante"), qui conseille à Jésus de se détendre ("Tout va bien"). Les craintes de Judas se justifient alors que les prêtres Caïphe, Anân et d'autres se rassemblent et conviennent que Jésus et son mouvement doivent être écrasés ("This Jesus Must Die"). Jésus entre à Jérusalem rempli d'exaltation ("Hosanna") jusqu'à ce qu'il découvre que le temple est envahi par des marchands et des prêteurs sans scrupules. Accablé par une foule de personnes ayant besoin de son aide, il leur dit de se guérir ("Le Temple"), et sa disciple Marie-Madeleine tente de le calmer. Craignant que le mouvement de Jésus devienne incontrôlable, Judas va voir les prêtres et leur dit où Jésus sera la nuit suivante. Les prêtres le payent avec trente pièces d'argent. Judas arrive chez Jésus avec des soldats romains et identifie Jésus en l'embrassant sur la joue. Les soldats arrêtent Jésus et l'envoient à Caïphe, puis chez Ponce Pilate, le roi Hérode Antipas, et enfin de retour à Pilate, qui le condamne à mort sur la croix.

## Distribution et personnages

### Principaux
- John Legend : Jésus-Christ
- Sara Bareilles : Marie Madeleine
- Brandon Victor Dixon : Judas Iscariote
- Alice Cooper : Hérode
- Norm Lewis : Caïphe
- Ben Daniels : Ponce Pilate
- Jason Tam (en) : Pierre
- Jin Ha (en) : Anân
- Erik Grönwall : Simon le Zélote

Les acteurs principaux
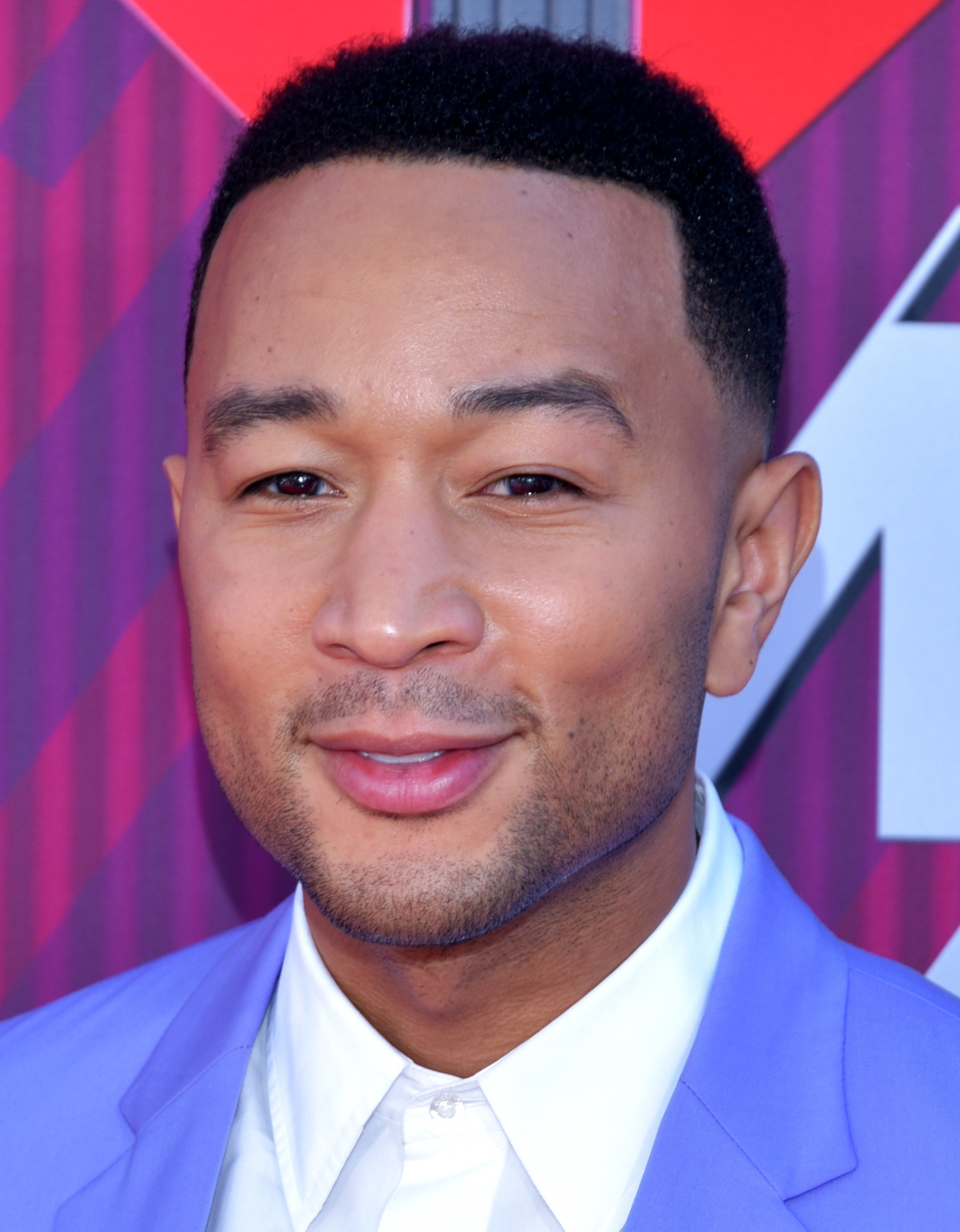
John Legend (2019)
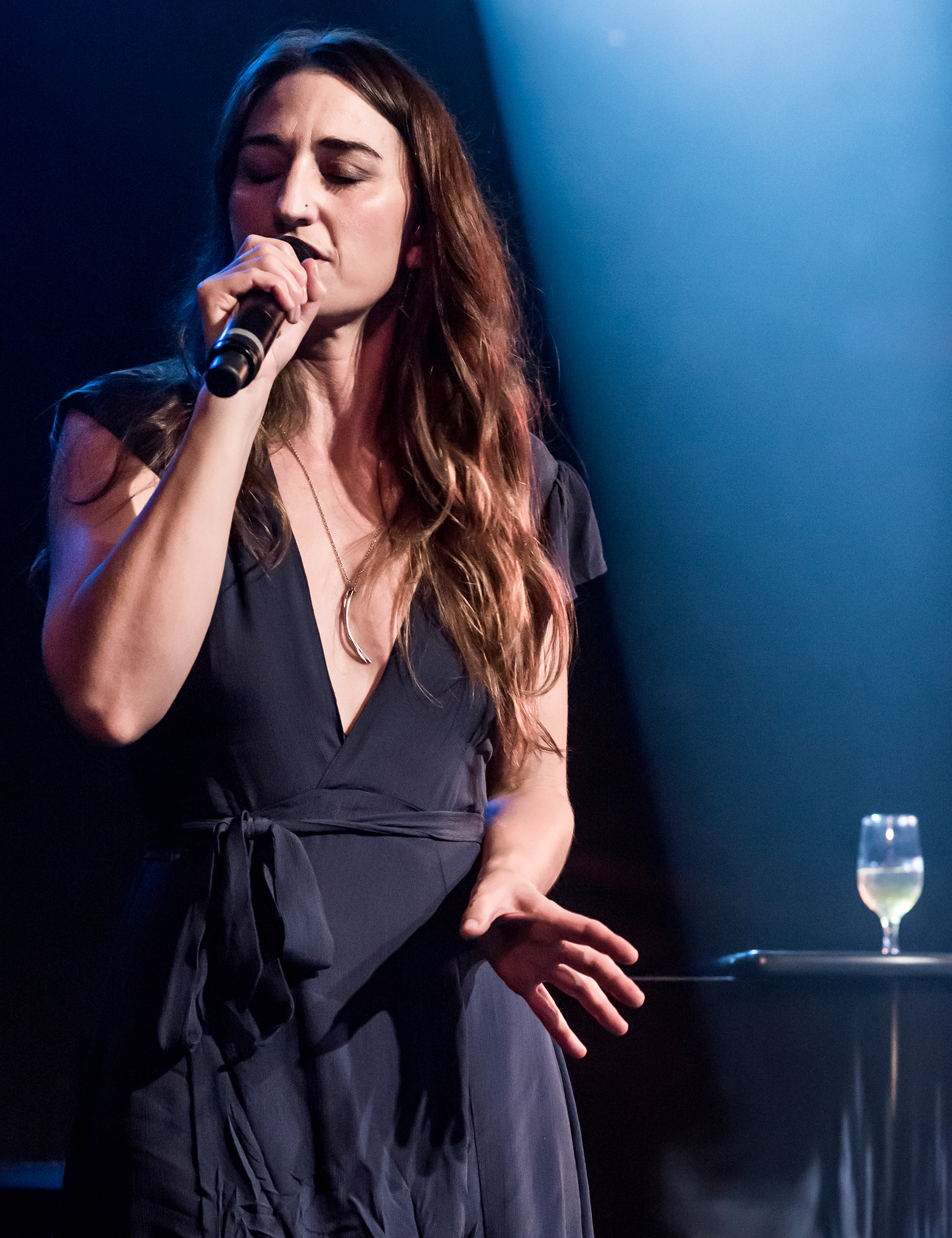
Sara Bareilles (2015)
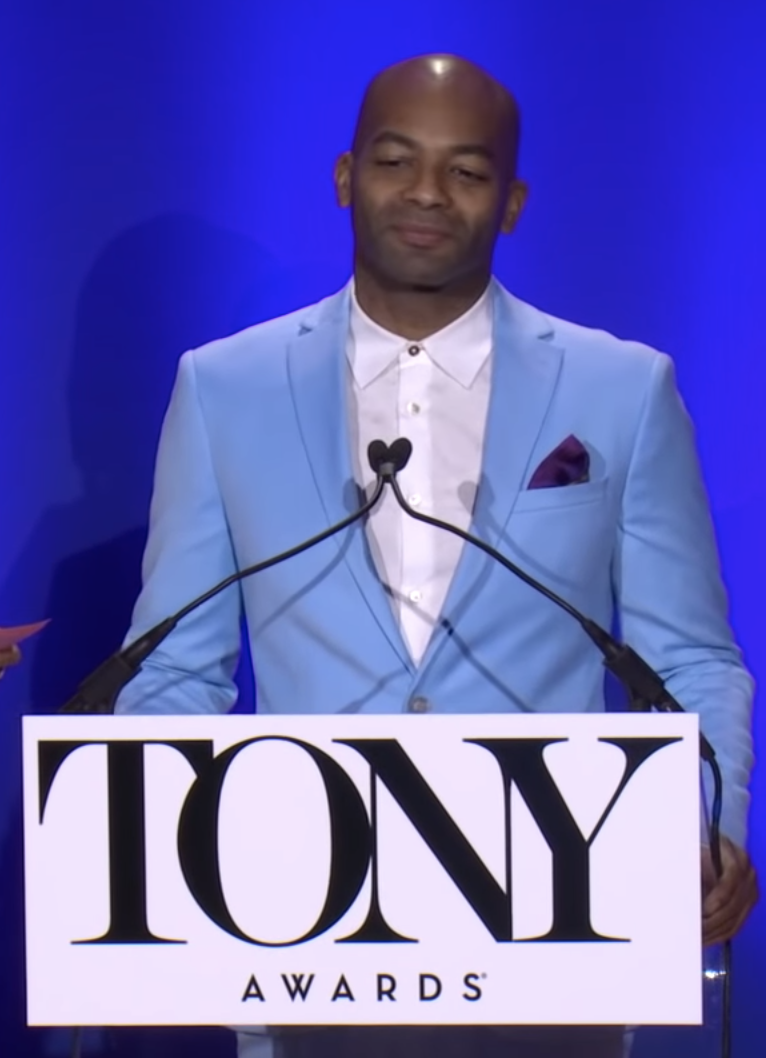
Brandon Victor Dixon (2019)
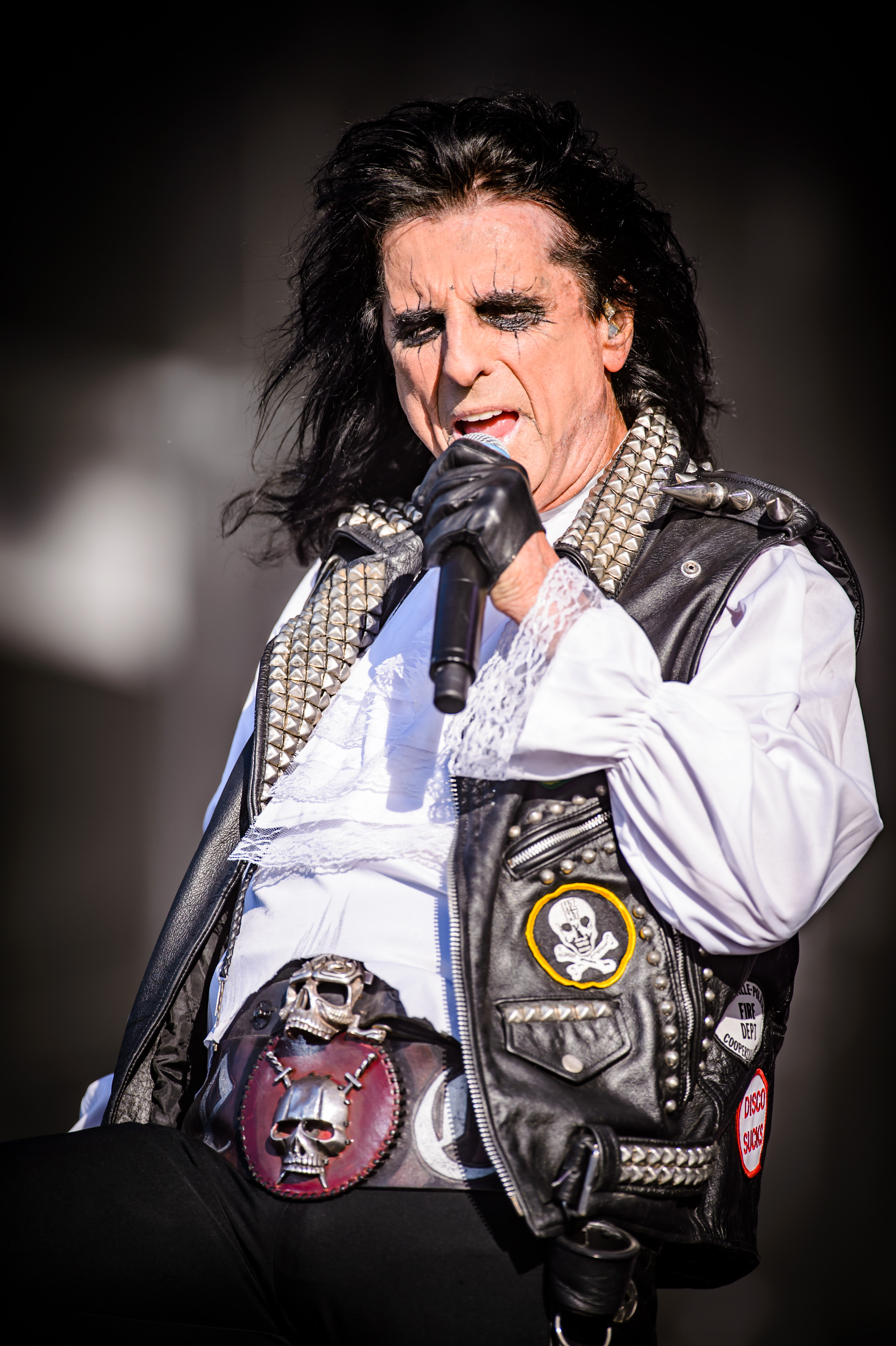
Alice Cooper (2017)
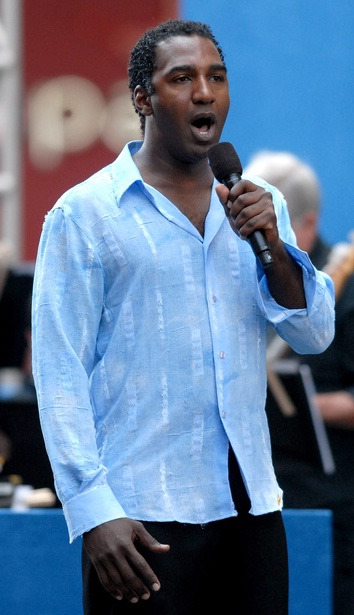
Norm Lewis (2006)
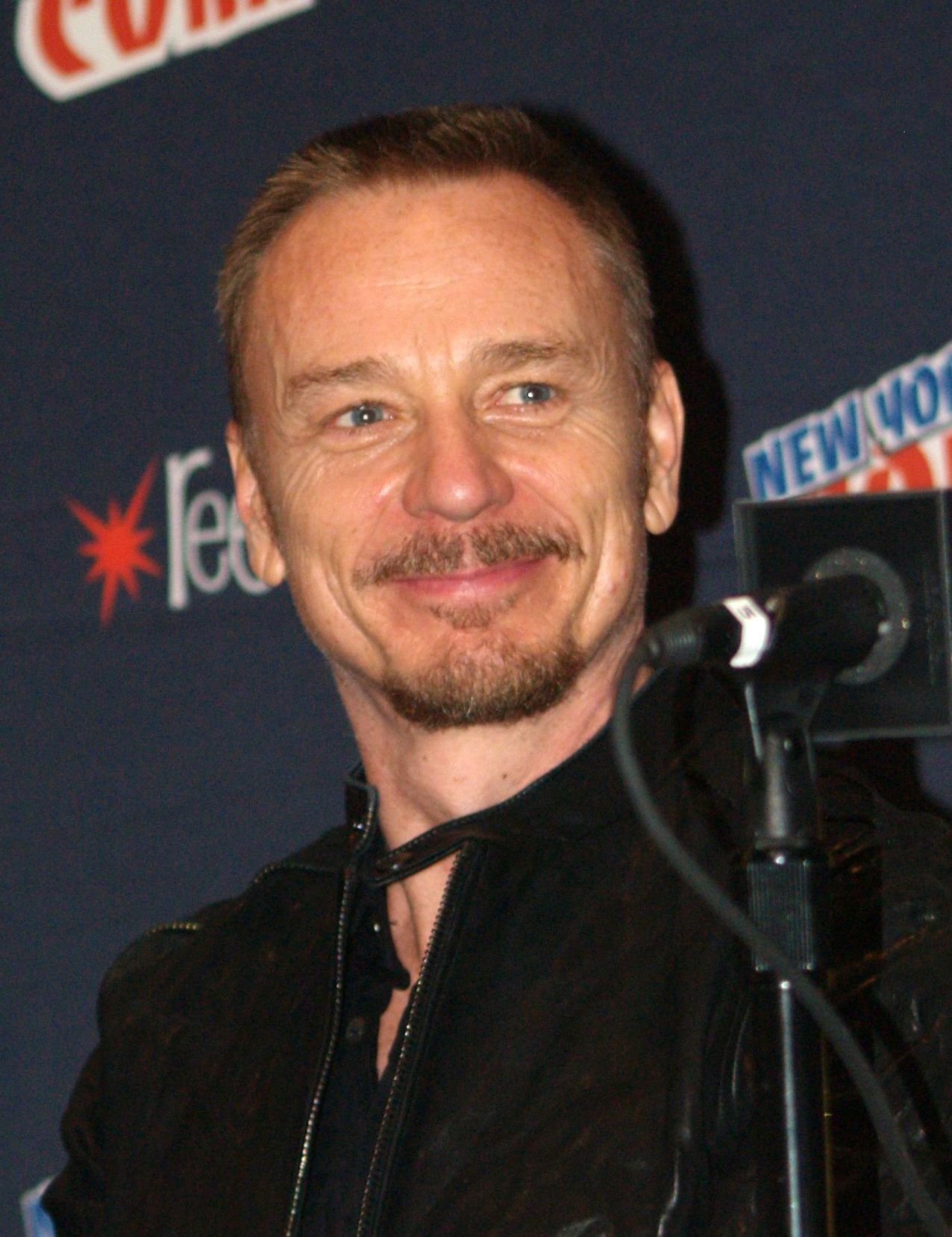
Ben Daniels (2017)
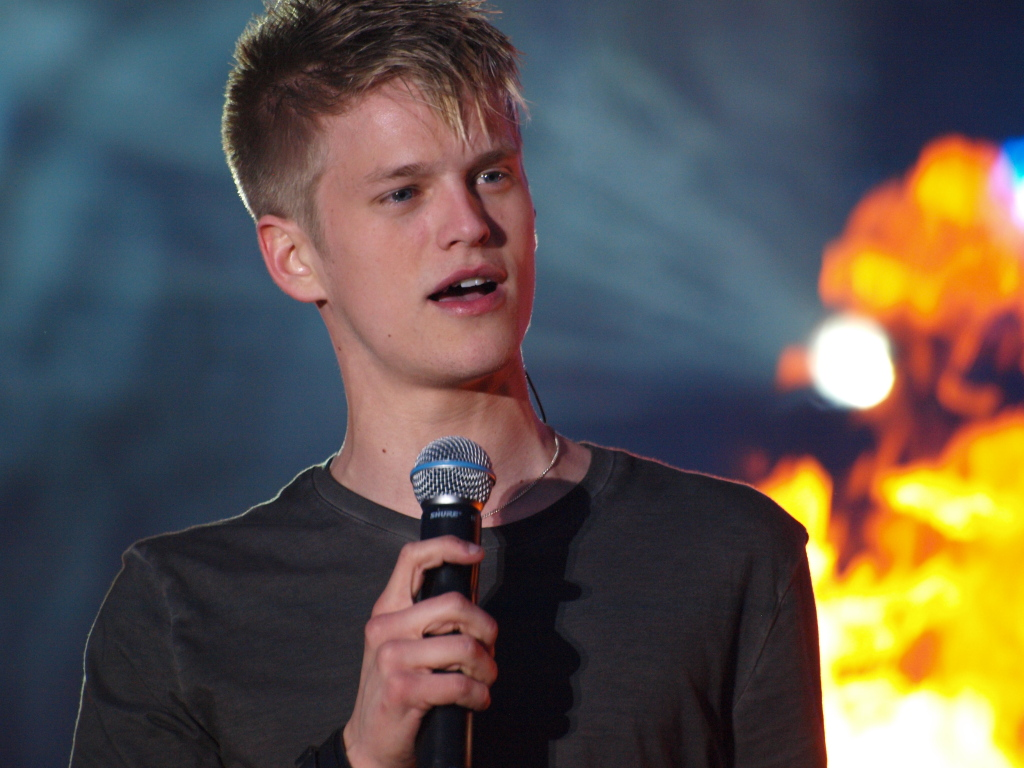
Erik Grönwall (2010)

### Ensemble
- Melody Betts
- Felicia Boswell
- Abby Corrigan
- Micaela Diamond
- Rory Donovan
- Christine Dwyer
- Mike Evariste
- F. Michael Haynie
- Charissa Hogeland
- Bre Jackson
- Mykal Kilgore
- Billy Lewis Jr. (af)
- Justin Gregory Lopez
- Angel Lozada
- Vince Oddo
- Kyle Taylor Parker
- Joel Perez (en)
- Jonah Platt
- Conor Ryan
- Christina Sajous
- Justin Matthew Sargent
- Heath Saunders
- Joey Taranto
- Syndee Winters
- Lauren Zakrin (en)

### Les danseurs
- Chloe Davis
- Timothy Edwards
- Shelby Finnie
- Bahiyah Hibah
- Juel D. Lane
- Terk Lewis
- Mayte Natalio
- Sarah Parker
- Willie Smith III
- Maleek Washington

## Numéros musicaux
Les numéros musicaux de la liste des pistes de la bande originale
| Acte I - "Overture" – Orchestra - "Heaven on Their Minds" – Judas - "What's the Buzz / Strange Thing Mystifying" – Judas, Jesus, Mary, and Ensemble - "Everything's Alright" – Mary, Judas, Jesus, and Ensemble - "This Jesus Must Die" – Caiaphas, Annas, and Ensemble - "Hosanna" – Jesus, Caiaphas, and Ensemble - "Simon Zealotes / Poor Jerusalem" - Simon Zealotes and Ensemble - "Pilate's Dream" – Pontius Pilate - "The Temple" - Jesus and Ensemble - "Everything's Alright (Reprise)" – Jesus and Mary - "I Don't Know How to Love Him" – Mary - "Damned for All Time / Blood Money" – Judas, Annas, Caiaphas, and Ensemble | Acte II - "The Last Supper" – Jesus, Judas, and Ensemble - "Gethsemane (I Only Want to Say)" – Jesus - "Transition" – Jesus and Judas - "The Arrest" – Jesus, Peter, Annas, Caiaphas, and Ensemble - "Peter's Denial" – Peter, Mary, and Ensemble - "Pilate and Christ" – Pilate, Soldier, Jesus, Ensemble - "King Herod's Song" – Herod and Company - "Transition After Herod" – Orchestra - "Could We Start Again, Please?" – Mary and Peter - "Judas' Death" – Judas, Annas, Caiaphas, and Ensemble - "Trial Before Pilate (Including the 39 Lashes)" – Pilate, Caiaphas, Jesus, and Ensemble - "Superstar" – Judas and Ensemble - "The Crucifixion" – Jesus and Ensemble - "John Nineteen: Forty One" – Orchestra |

### Tournage
La production en direct comprenait un public devant la caméra d'environ 1 500 personnes. Certains de ces extras bordaient les deux côtés de la scène et formaient un effet mosh pit. La production devait utiliser jusqu'à douze caméras pour filmer la spéciale. De plus, une représentation de répétition générale a eu lieu le samedi 31 mars 2018 devant un public invité et a été enregistrée. En cas de difficultés lors de la diffusion en direct, cet enregistrement devait servir de sauvegarde d'urgence, mais ce ne fut finalement pas nécessaire.